# 聯合國俄語日
聯合國俄語日設定在每年的6月6日。該節日於2010年由聯合國新聞部所設立，目的是爲了“慶祝多種語言以及文化的多樣性，也提倡在聯合國的工作語言中平等的使用這六種官方語言”。該日的設立是爲了紀念俄語現代文學之父——亚历山大·普希金的生辰。

## 另見
- 俄語
- 亚历山大·谢尔盖耶维奇·普希金
- 國際母語日
- 聯合國正式語文
- 聯合國中文日、聯合國英語日、聯合國法語日、聯合國阿拉伯語日、聯合國西班牙語日、聯合國葡萄牙語日

## 外部鏈接
UN Russian Language Day - Official Site (Russian) （页面存档备份，存于）